# Cynara
Cynara este un gen de plante din familia Asteraceae, ordinul Asterales, originar din regiunile mediteraneene și Insulele Canare, circa 12 specii, erbacee, erecte

## Caractere morfologice
- Frunza sunt mari, simple și tripenate [1].

- Florile sunt purpurii, violete, albastre sau albe, dispuse într-un capitul mare, terminal, sepale pieloase, îmbrăcate cu un apendix lat sau lanceolat, spinos, deseori cu vârful colorat[1].

## Specii
- Cynara alba,
- Cynara algarbiensis,
- Cynara auranitica,
- Cynara baetica,
- Cynara cardunculus,
- Cynara cornigera,
- Cynara cyrenaica,
- Cynara humilis,
- Cynara hystrix,
- Cynara scolymus,
- Cynara syriaca

## Înmulțire
Înmulțirea se face prin însămânțare, în răsadnițe semicalde, în februarie, iar în aprilie se plantează afară sau prin divizare, după înflorire. Cer un sol bogat, luto-humos, poziție însorită. Iarna se protejează de ger.

## Utilizare
Se folosesc ca plante ornamentale pentru parcuri și grădini. Se cultivă și ca legumă.

## Imagini

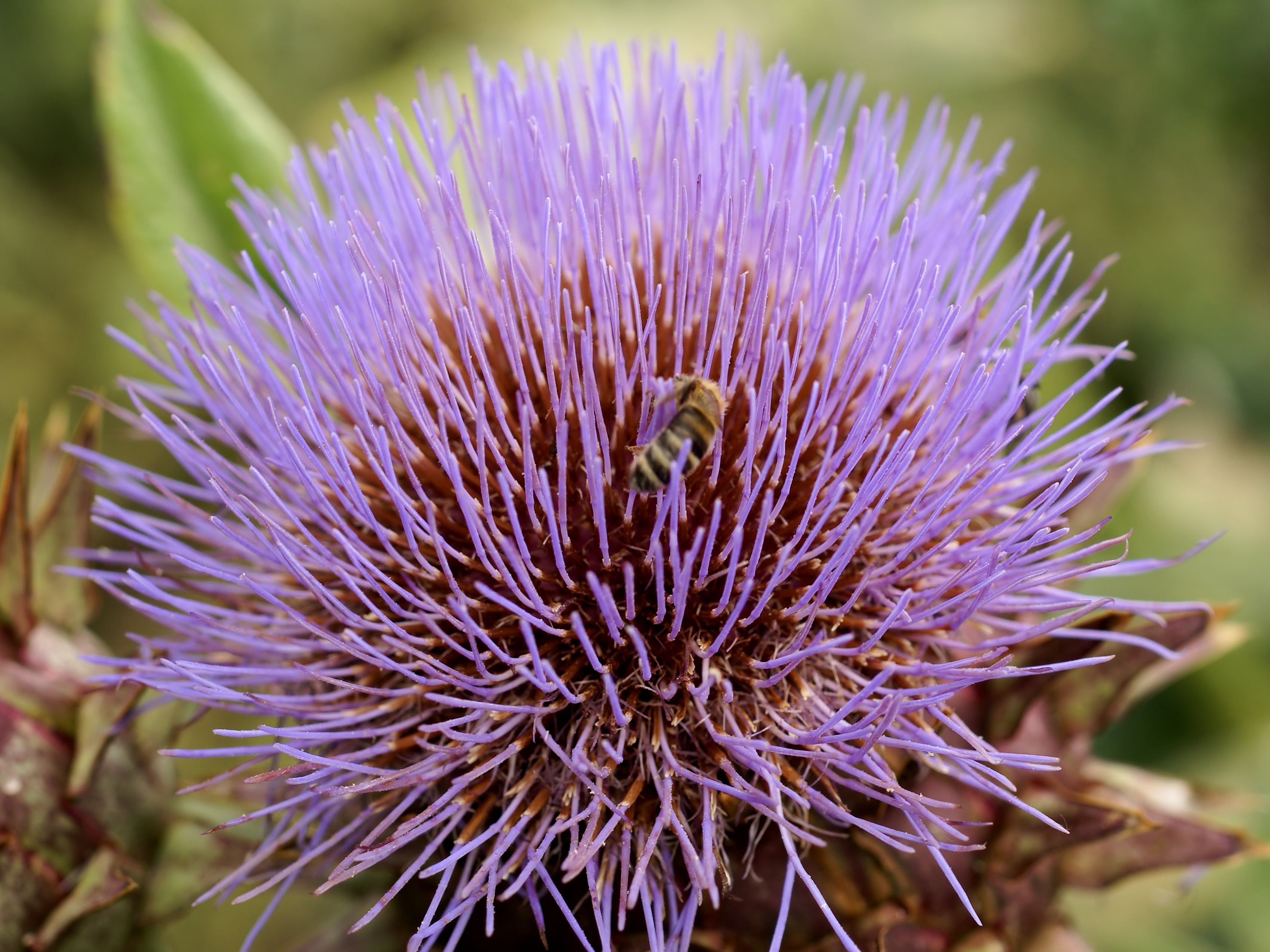
Cynara cardunculus
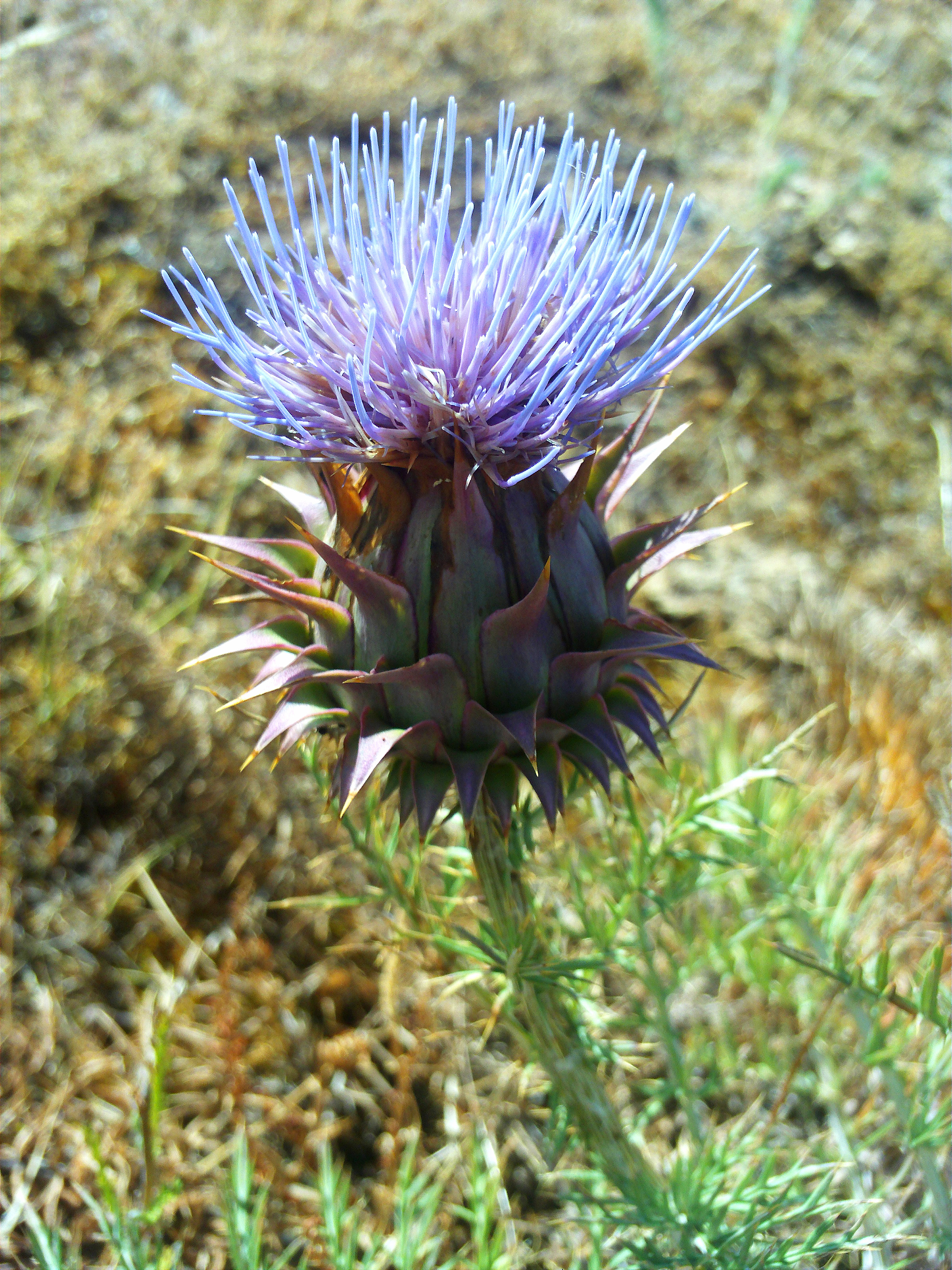
Cynara humilis
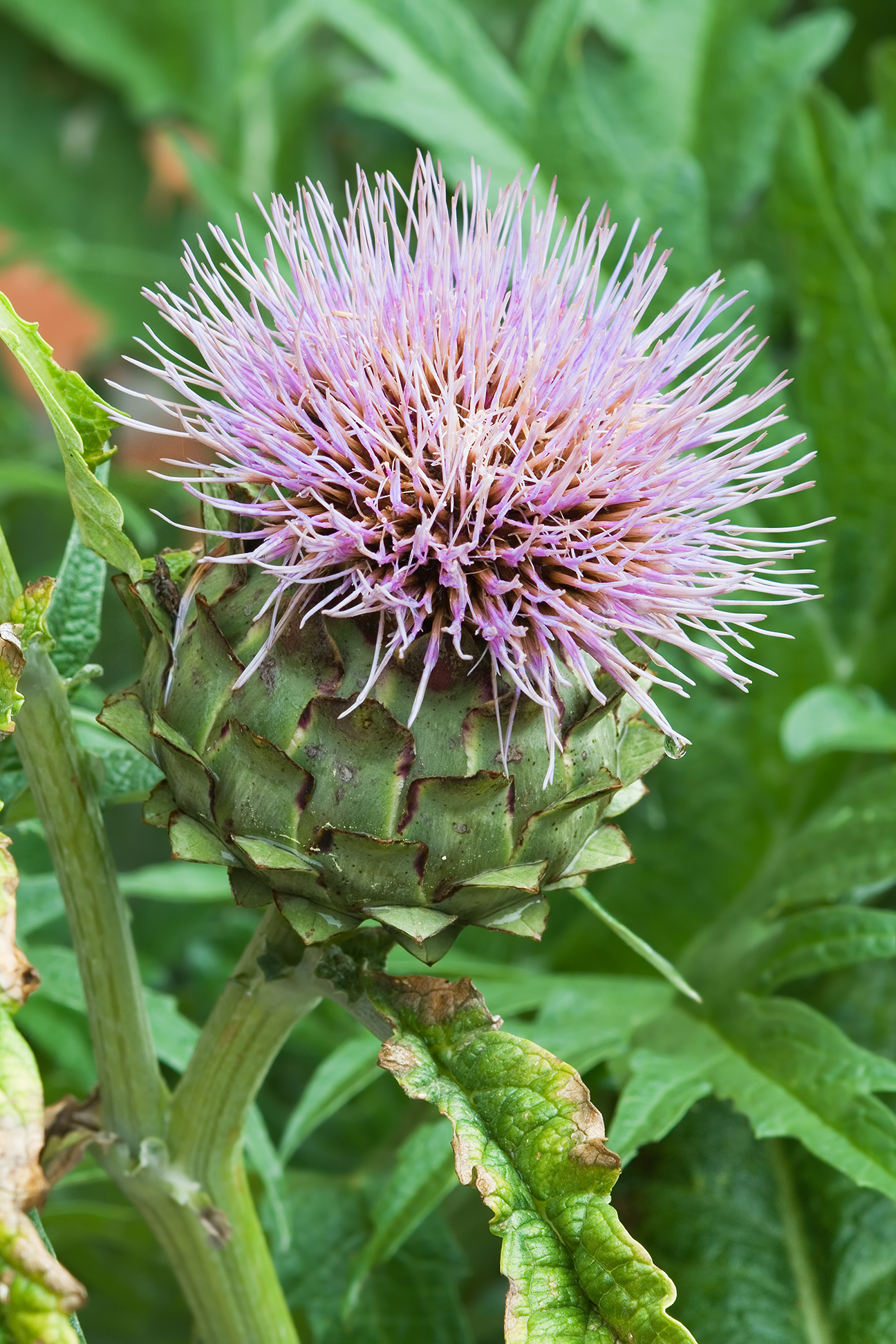
Cynara scolymus